# بهمن بهمرد
بهمن بهمرد سرتیپ خلبان اف-۵ ارتش جمهوری اسلامی ایران است، که هم‌اکنون به‌عنوان جانشین معاون عملیات ستاد کل نیروهای مسلح فعالیت می‌کند.
وی از ۱۳۹۸ تا ۱۴۰۰ فرمانده پایگاه چهارم شکاری دزفول بود، از ۱۴۰۰ تا ۱۴۰۲ فرماندهی پایگاه یکم شکاری مهرآباد تهران را برعهده داشت و از ۱۴۰۲ نیز جانشین معاون عملیات رئیس ستاد کل نیروهای مسلح است. بهمرد در سال ۱۳۹۹ درجه سرتیپ‌دومی و در سال ۱۴۰۲ درجه سرتیپی دریافت کرد.